# Маяк Уэйлбек
Маяк Уэйлбек (англ. Whaleback Light) — маяк, расположенный в устье реки Пискатакуа, разделяющей штаты Мэн и Нью-Гэмпшир, округ Йорк, штат Мэн, США. Построен в 1830 году. Автоматизирован в 1963 году.

## История
Город Портсмут штата Нью-Гэмпшир, расположенный на реке Пискатакуа, в XIX веке был крупным центром торговли и судостроения, потому на строительство маяка в устье реки Пискатакуа в 1829 году Конгресс США выделил 20 000 $. Строительство было завершено в 1830 году. Он представлял собой коническую каменную башню. Качество работ было невысоким, вода проникала внутрь каждый раз, когда волна ударялась о маяк. Несмотря на заключения инженеров в 1839 и в 1842 году о том, что маяк необходимо построить заново, Конгресс не выделял денег на новое строительство. В 1855 году маяк был оборудован линзой Френеля. В 1863 году рядом с маяком был построен противотуманный сигнал. После того, как в 1869 году в фундаменте башни были обнаружены трещины, 15 июля Конгресс 1870 году выделил 70 000 $ на строительство нового маяка. Строительство было завершено в 1872 году. Новая коническая башня высотой 18 метров была построена из гранитных блоков. Маяк был автоматизирован Береговой охраной США в 1963 году. Старый противотуманный сигнал был демонтирован в 1991 году, вместо него был установлен более компактный сигнал, не требующий отдельного здания.
В 1988 году он был включен в Национальный реестр исторических мест.

## Фотографии
- открытка 1920 года
- Маяк в 1847 году
- Маяк в 1950 году